# Juan Carlos Lorenzo
Juan Carlos Lorenzo (10 d'octubre de 1922 - 14 de novembre de 2001) fou un futbolista argentí.

## Selecció de l'Argentina
Va formar part de l'equip argentí a la Copa del Món de 1962 com a entrenador.
Portà al Mallorca a primera divisió per primer cop, el 1960.

## Referències

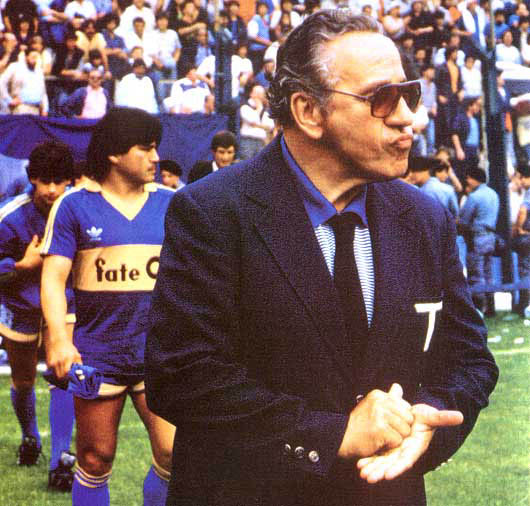
Lorenzo entrenador de Boca Juniors el 1987.